# Milhosť
Milhosť (Hongaars: Migléc) is een Slowaakse gemeente in de regio Košice, en maakt deel uit van het district Košice-okolie.
Milhosť telt 380 inwoners.
Tijdens de volkstelling van 2011 waren er 379 inwoners; 223 Slowaken en 106 Hongaren. Daarmee zijn de Hongaren met 28% van de bevolking de belangrijkste minderheid. Het dorp hoorde eerder ook tot Hongarije (tot 1920) en had van oorsprong een volledig Hongaarse bevolking.